# Henares (metropolitana di Madrid)
Henares è una stazione della linea 7 della metropolitana di Madrid.
Si trova sotto alla Avenida de Algorta nel comune di San Fernando de Henares, nelle vicinanze del fiume Henares.

## Storia
La stazione è stata inaugurata il 5 maggio 2007 insieme al tratto del MestroEste ed è stata capolinea fino all'apertura della stazione di Hospital del Henares, l'11 febbraio 2008.

## Accessi
Vestibolo Henares
- Algorta Avenida de Algorta, 12
- Ascensor (Ascensore) Avenida de Algorta, 12